# Joey Diaz
Jose Antonio Diaz (L'Avana, 19 febbraio 1963) è un attore cubano naturalizzato statunitense.
Ebbe un'infanzia difficile: suo padre morì quando aveva 3 anni e sua madre quando aveva 16 anni.

## Filmografia parziale
- Un boss sotto stress (Analyze That), regia di Harold Ramis (2002)
- American Gun, regia di Alan Jacobs (2002)
- E.R. - Medici in prima linea - Serie TV, episodio 10x06 (2003)
- Brooklyn Nine-Nine - Serie TV, episodio 01x09
- Spider-Man 2, regia di Sam Raimi (2004) - Cameo
- L'altra sporca ultima meta (The Longest Yard), regia di Peter Segal (2005)
- Smiley Face, regia di Gregg Araki (2007)
- Zeus alla conquista di Halloween, regia di Peter Sullivan (2011)
- Il grande match (Grudge Match), regia di Peter Segal (2013)
- The Bronx Bull, regia di Martin Guigui (2016)
- I molti santi del New Jersey (The Many Saints of Newark), regia di Alan Taylor (2021)

## Doppiatori italiani
- Carlo Valli in I molti santi del New Jersey